# فيلقية مونروفية
فيلقية مونروفية (الاسم العلمي:Legionella monrovica) هي نوع من البكتيريا يتبع جنس الفيلقية من الفصيلة الفيالقية.